# Šuňava

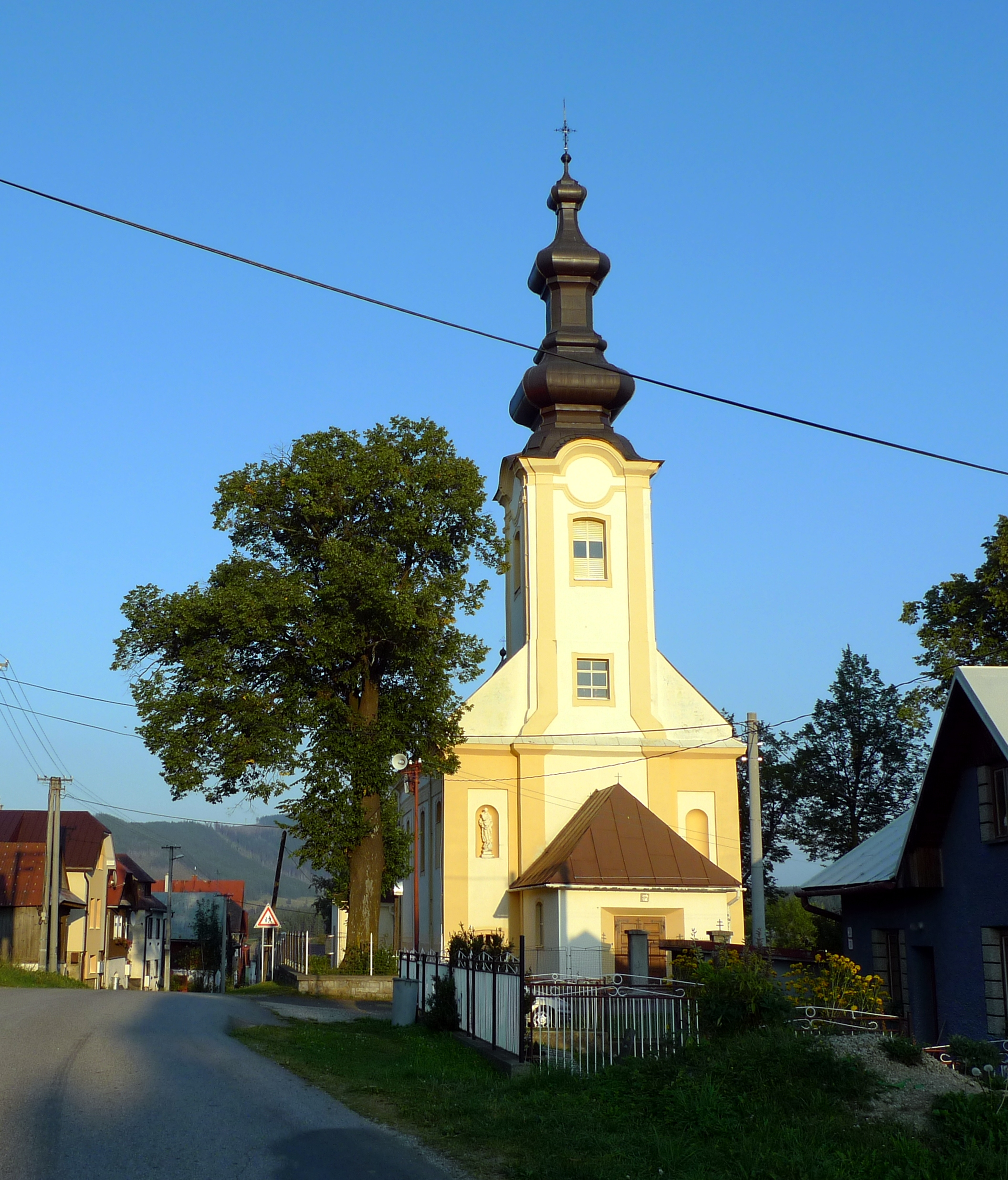
Římskokatolický kostel všech svatých

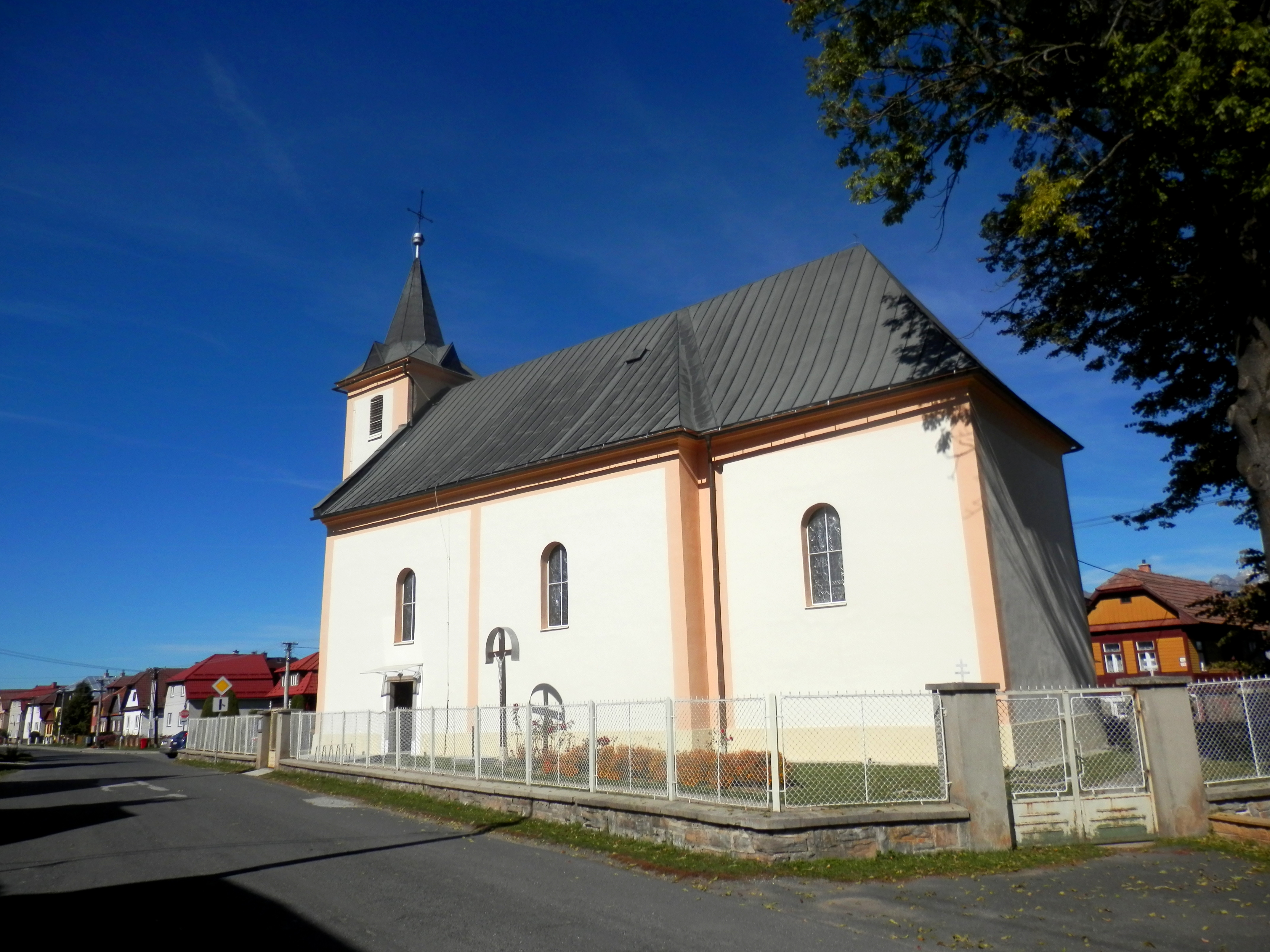
Římskokatolický kostel svatého Mikuláše

Šuňava (maďarsky Szépfalu, Sunyava, německy Schönau) je obec na Slovensku v popradském okrese. První písemná zmínka o obci pochází z roku 1295. Žije zde přibližně 2 000 obyvatel. Rozloha katastrálního území činí 26,38 km². Obec se nachází v okolí Vysokých a Nízkých Tater v nadmořské výšce 798–1095 metrů. Šuňavou prochází rozvodí Baltského a Černého moře.